# 埃卢
埃卢（法語：Héloup，法語發音：[elu] ⓘ）是法国奥恩省的一个市镇，位于该省南部，属于阿朗松区。

## 地理
埃卢（48°23'50"N, 0°1'32"E）面积12.96 平方千米，位于法国诺曼底大区奧恩省，该省份为法国西北部内陆省份，北起顺时针与卡爾瓦多斯省、厄尔省、厄尔-卢瓦省、萨尔特省、马耶讷省和芒什省接壤。
与埃卢接壤的市镇（或旧市镇、城区）包括：萨尔特河畔孔代、米约塞、圣日耳曼-迪科尔贝伊、阿尔索奈、热讷勒冈德兰。

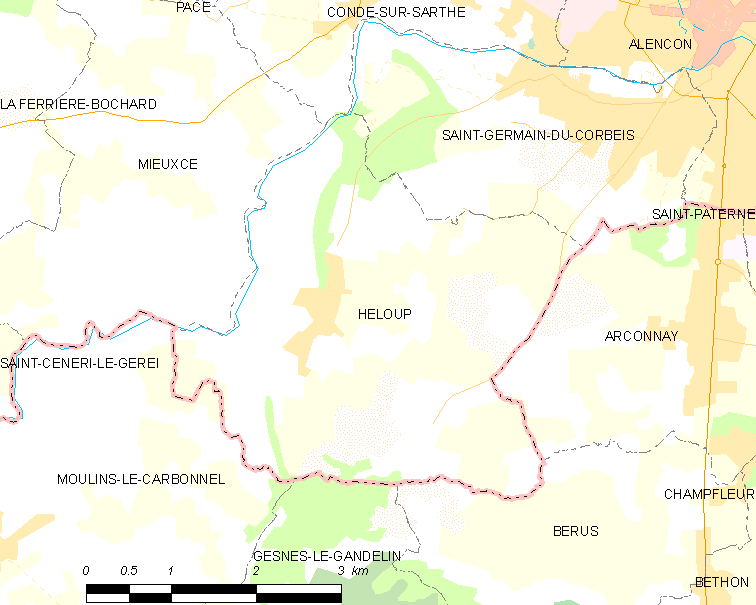
埃卢的OSM定位图

埃卢的时区为UTC+01:00、UTC+02:00（夏令时）。

## 行政
埃卢的邮政编码为61250，INSEE市镇编码为61203。

## 政治
埃卢所属的省级选区为达米尼县。

## 人口

1962-2008年间埃卢人口变化图示

埃卢于2022年1月1日时的人口数量为887人。